# Malta och eurosamarbetet
Malta har euron som valuta sedan den 1 januari 2007. Euron är Europeiska unionens officiella valuta, som används i många av Europeiska unionens medlemsstater och ett antal andra stater utanför unionen. De länder som använder euron kallas gemensamt för euroområdet. De lägre valörerna av euron utgörs av mynt, medan de högre valörerna utgörs av sedlar. Euromynten har en gemensam europeisk sida som visar värdet på myntet och en nationell sida som visar en symbol vald av den medlemsstat där myntet präglades. Varje medlemsstat har således en eller flera symboler som är unika för just det landet.
För bilder av den gemensamma sidan och en detaljerad beskrivning av mynten, se artikeln om euromynt.
De maltesiska euromynten präglas av tre olika designer. De lägsta valörerna, 1-, 2- och 5-centmynten, präglas av Mnajdratemplet. 10-, 20- och 50-centmynten präglas av Maltas statsvapen medan de högsta valörerna, 1- och 2-euromynten, präglas av ett Johannitkors. På varje maltesiskt euromynt står det landets namn som är MALTA på både maltesiska och engelska, samt det årtal då myntet är präglat. 2-euromyntet har som kantprägling siffran 2 och Johannitkorset upprepat 6 gånger vardera.
Maltas gamla valuta, maltesisk lira, kan växlas in hos landets centralbank fram till 1 februari 2010 för mynt respektive 31 december 2018 för sedlar.
Malta har präglat en serie mynt och en version av 2-euro jubileumsmynt.